# Marmoritis complanata
Marmoritis complanata là một loài thực vật có hoa trong họ Hoa môi. Loài này được (Dunn) A.L.Budantzev mô tả khoa học đầu tiên năm 1992 publ. 1993.